# متحف كيمبل للفنون
متحف كيمبل للفنون هو متحف يقع في فورت وورث،تكساس.تم افتتاحه في أكتوبر 1972.:353,360